# Хисматуллин, Файзрахман Шайхитдинович
Файзрахман Шайхитдинович Хисматуллин (2 декабря 1925, Белорецк, Башкирская АССР — 1998) — государственный и общественный деятель, краевед. Участник Великой Отечественной войны. Делегат XXIV (1971) и XXV съездов КПСС (1976). Депутат Верховного Совета республики 7-го, 8-го, 9-го, 10-го и 11-го созывов. Участник подготовки и принятия Конституции БАССР 1977 года.
Первый секретарь Абзелиловского райкома КПСС (1965—1978), секретарь Президиума Верховного Совета БАССР (1978—1985).
Проработал в Абзелиловском районе с 1951 по 1977 гг.

## Советская Армия
В 1943 году уходит на фронт, воюет на 2-м Белорусском фронте. В 1944 году при освобождении Польши тяжело ранен, после лечения возвращается в строй.
Демобилизовался в 1950 г.

## Образование
Тупаковская начальная школа
Поступает после возвращения в родной Абзелиловский район в 1950 году в Темясовское педагогическое училище и экстерном с отличием заканчивает его в 1954 году. В 1958 году успешно заканчивает областную партшколу.

## Награды
Боевые награды: орден Отечественной войны I степени, медали «За боевые заслуги», «За отвагу», «За победу над Германией».
За достижения в мирное время: ордена Ленина, Трудового Красного Знамени и «Знак Почета», медали.
«Заслуженный работник культуры БАССР». Почетный гражданин Абзелиловского района

## Литературная деятельность
Краевед, тема исследований — история Абзелиловского района в 1950-х — 1980-х гг. Автор газетных статей в «районках».

## Семья
супруга Шарифа-апай, их дети — Батыр, Булат, Зайтуна и Зульфия.

## Оценка деятельности
Файзрахман Шайхетдинович Хисматуллин прожил яркую и насыщенную жизнь. Он был тружеником в полном смысле слова, настоящим народным депутатом, человеком удивительной скромности и бескорыстия, истинным патриотом и интернационалистом, достойным гражданином нашего Отечества.

Его вклад в развитие парламентаризма республики, его неутомимая деятельность, направленная на благо нашего многонационального народа, навсегда останутся в истории Башкортостана.— http://www.agidel.ru/?param1=21015&tab=7

## Память
Улица Файзрахмана Хисматуллина в деревне Тупаково, ул. Файзрахмана Хисматуллина в с. Аскарово (оба — Абзелиловский район).